# بهشت گمشده (فیلم ۲۰۱۱)
بهشت گمشده (انگلیسی: Paradise Lost) یک فیلم است که در سال ۲۰۱۱ منتشر شد.